# Ragnar Wahrgren
Carl Ragnar Wahrgren, född 11 oktober 1888 i Sollefteå, död 28 december 1981 i Lidingö församling, var en svensk bergsingenjör och företagare.
Ragnar Wahrgren var son till disponenten Carl Petrus Wahrgren och Louise Josefina Eugenia Lind. Han avlade mogenhetsexamen i Stockholm 1907 och utexaminerades som bergsingenjör vid Tekniska högskolan 1912. Efter anställning som chefskemist vid Höganäs-Billesholms AB 1912 var han konstruktör och affärsingenjör hos Julian Kennedy, Sahlin & Co. i Bryssel 1913–1914 samt byråingenjör vid Stockholms gasverk 1915 och därjämte överingenjörsassistent vid Jernkontoret samma år. Han var VD i AB Nordströms linbanor i Stockholm 1915–1934 och i AB Svenska Järnvägsverkstäderna i Linköping (med anläggningar även i Falun och Arlöv) 1934–1939, och sedan Svenska Järnvägsverkstädernas Aeroplanavdelning byggts ut och ombildats till Svenska Aeroplan AB i Linköping och Trollhättan med tillverkning av militära och civila plan samt bilar, var Wahrgren bolagets VD 1939–1950. Från 1950 var han på nytt VD i AB Svenska Järnvägsverkstäderna, för vars utveckling han utförde ett omfattande arbete. Wahrgren  gjorde studieresor till många europeiska länder samt USA och Kanada. Han tillhörde bland annat styrelsen för Sveriges verkstadsförening och för Flygtekniska försöksanstalten i Stockholm. Socialt verksam var han bland annat ordförande i Linköpings barnensdagsförening. Wahrgren är gravsatt på Norra begravningsplatsen utanför Stockholm.